# 蕭乾 (作家)
蕭乾（しょう けん）（1910年1月27日—1999年2月11日）は、中国の作家、記者、翻訳家。本名は蕭秉乾あるいは蕭炳乾。輔仁大学、燕京大学、ケンブリッジ大学卒業。元中国作家協会理事、顧問。全国政協委員。中央文史館館長。代表作に『籬下集』、『夢之谷』、『人生採訪』、『一本褪色の相冊』など。

## 経歴
- 1910年、北京に生まれる。
- 1931年、燕京大学入学。
- 1933年、輔仁大学に転校。
- 1943年、『大公報』の記者となった。
- 1956年、『人民日報』の特約記者となった。
- 1957年、中華人民共和国政府は蕭乾を右派と洋奴に指定した[1]。
- 1958年から文潔若と一緒に労働改造を名目で農村部へ下放。
- 1966年6月、文化大革命の際には、西郊文化部集訓班に入り、迫害を受けた。
- 1979年、党第11期3中全会において名誉回復がなされた。
- 1989年、中央文史研究館長。全国政協七期、八期常務委員、九期委員。
- 1999年2月11日に北京で病没した。享年89歳。

## 家族
1954年4月30日に文潔若と結婚する。1955年1月30日、娘の蕭茘子が出生。1956年11月10日、息子の蕭桐が出生。

## 著書
- 『感覚的記録』
- 『点滴人生』
- 『我這両輩子』
- 『未帯地図的旅人：蕭乾回憶録』
- 『人生採訪』
- 『一个中国記者看二戦』
- 『人生百味』
- 『蕭乾隨想録：玉淵潭漫筆』
- 『余墨文踪』
- 『過路人』
- 『関於死的反思』
- 『我的医薬哲学』
- 『負笈剣橋』
- 『雨夕』
- 『東方赤子：大家叢書蕭乾卷』
- 『書評研究』
- 『紅毛長談』
- 『我的中国我的歳月』
- 『這十年』
- 『北京城雑憶』
- 『書評面面観』
- 『風雨平生：蕭乾口述自伝』
- 『往事随想』

## 訳著
- ジェイムズ・ジョイス『ユリシーズ』（蕭乾、文潔若訳）